# جان دودزورث
جان دودزورث (انگلیسی: John Dodsworth; ۶ مارس ۱۹۰۷ – مارس ۱۹۹۶) بازیکن فوتبال اهل بریتانیا بود.
از باشگاه‌هایی که در آن بازی کرده‌است می‌توان به باشگاه فوتبال نلسون، باشگاه فوتبال کروک تاون، و باشگاه فوتبال دارلینگتون اشاره کرد.